# Sudariophora
Sudariophora là một chi bướm đêm thuộc họ Noctuidae.